# Magyar Mezőgazdasági Múzeum és Könyvtár Mezőgazdasági Könyvtár
A Magyar Mezőgazdasági Múzeum és Könyvtár Mezőgazdasági Könyvtár országos feladatkörű, nyilvános, tudományos szakkönyvtár, költségvetési intézmény. Az FAO letéti könyvtára.

## Címe
1012 Budapest, Attila út 93.

## Története
Korábbi nevei:
- Országos Mezőgazdasági Könyvtár és Dokumentációs Központ,
- Károlyi Mihály Mezőgazdasági Könyvtár.

2015-ben a Mezőgazdasági Múzeum könyvtárát (Budapest XIV. kerület, Vajdahunyadvára) összevonták az Országos Mezőgazdasági Könyvtár és Dokumentációs Központtal, 2019/2020-ban pedig a Vajdahunyadvári könyv- és iratállományt az Országos Mezőgazdasági Könyvtár telephelyére, a Budapest I. kerületi Attila út 93. szám alá költöztették. Az összevont, új intézmény Magyar Mezőgazdasági Múzeum és Könyvtár Mezőgazdasági Könyvtár név alatt működik.
A Magyar Mezőgazdasági Múzeum és Könyvtár Mezőgazdasági Könyvtár fenntartója eredetileg a Vidékfejlesztési Minisztérium volt. A fenntartó 2019 óta az Agrárminisztérium.

## Jellemzői
A könyvtár az agráriumban tevékenykedő, határainkon inneni és túli – diák, oktató, kutató, gyakorlati szakember, vállalkozó, őstermelő stb. – érdeklődőket kívánja kiszolgálni. A magyar agrárágazat legjelentősebb szakkönyvtári gyűjteménye, emellett az agrár felsőoktatási könyvtárak és az ágazati szakkönyvtárak koordinációs központja. Közép- és Kelet-Európa agrárkulturális központja.
A könyvtár vezetése és munkatársai szakmai tudásuk legjavát adva, pozitív emberi magatartással segítik a magyar mezőgazdasági könyvtárügyet. Az intézmény valamennyi fejlesztése, szolgáltatása, rendezvénye ezt hivatott bizonyítani.

## Feladata
Az OMgK a FAO letéti könyvtára, gyűjti, feldolgozza, tárolja és szolgáltatja az ENSZ élelmezésügyi és mezőgazdasági szervezetének kiadványait. Magyarországi központként részt vesz a FAO Agris adatbázisának építésében.
Mint dokumentációs központ szerkeszti a Magyar Mezőgazdasági Bibliográfiát, Mezőgazdasági tárgyszójegyzéket épít, az Aleph integrált könyvtári rendszerben adatbázisokat épít, és ezek az adatbázisok a honlapról bárki számára elérhetők.
A könyvtár időről időre különféle rendezvényeket – agrárszakmai, agrárkulturális, valamint könyvtári témában – szervez, könyvbemutatókat, író-olvasó találkozókat tart, és galériájában képzőművészeti kiállításokat rendez.
A hagyományos könyvtári eszközökön kívül élni kíván az internet adta lehetőségekkel, honlapjára cikkeket, könyveket, folyóiratokat tesz fel.
A könyvtár kiadói tevékenységet is folytat, három folyóiratot ad közre: 
- Az Európai Unió Agrárgazdasága (nyomtatott és elektronikus változatban),[3]
- Agrárkönyvtári Hírvilág (csak elektronikus változatban),[4]
- Magyar Mezőgazdasági Bibliográfia.

Ajánló bibliográfiákat állít össze és tesz fel a honlapjára az aktuális agrár rendezvényekhez. Az FVM által szerkesztett és folyamatosan aktualizált Magyar Élelmiszerkönyv szintén megtalálható ugyanitt.
Mint ODR könyvtár fontos feladatának tekinti a könyvtárközi kérések gyors, pontos teljesítését.
Az Agrár Szakirodalmi Szolgáltató Házat (amelyben mint bemutatóteremben az összes hazai szakkönyvkiadó kiadványai, az agrárszakoktatás tankönyvei, és antikvár mezőgazdasági könyvek is megtalálhatók, valamint a Magyar Mezőgazdaság Kft. folyóiratainak remittenda példányai szabadon elvihetők), illetve teleházat (Budai Teleház néven) működtet.
A könyvtár olvasótermeiben kézikönyvtár áll az olvasók rendelkezésére. Terminálok biztosítják az elektronikus információhoz való hozzáférést és az elektronikus katalógusban való keresést.

## Egyéb irodalom
- Lükőné Örsi Gabriella – Tóth Barbalics Veronika: A Magyar Mezőgazdasági Múzeum Könyvtárának története, Magyar Mezőgazdasági Múzeum, Budapest, 2021, ISBN 978-963-7092-93-0